# Gex: Enter the Gecko
Gex: Enter the Gecko (conocido en Europa como Gex 3D: Enter the Gecko y en Japón como SpinTail) es un videojuego de plataformas lanzado en 1998. Es la secuela del juego de Gex de 1994. El juego consiste en recoger 3 tipos de mandos a distancia para desbloquear los diferentes niveles, y para ayudar en la lucha contra Rez.

## Historia
Desde su retiro de la escena pública en 1996, Gex se ha resignado a una vida de soledad. Durante dos años Gex comenzó su día viendo Kung-Fu Theater (Supermarket Sweep en la versión europea), con el tiempo la vida comenzó a sentirse como un teletón.
Un día, Gex estaba viendo su televisión cuando de repente esta se quedó en blanco. La pantalla comenzó a parpadear una cara conocida, una y otra vez, el rostro era el de Rez. La cosa siguiente que sabe Gex, dos agentes del gobierno aparecen a su lado, pidiendo la ayuda de Gex, Rez ha subido de nuevo al poder en la dimensión de los medios y los agentes pensaron Gex era lo suficientemente loco como para ir tras él. Gex se niega, diciendo que ya ha guardado el universo una vez. Uno de los agentes luego golpea Gex en la cabeza con una barra de hierro, dejándolo inconsciente.
Cuando Gex despierta, se da cuenta de que está en una sala de interrogatorios. Los dos agentes le pregunta lo que sabe sobre Rez, Gex les dice todo. Una vez más, piden su ayuda, uno de los agentes llega debajo de la mesa, saca un maletín y se arrastra hasta Gex. Gex lo abre y ve que está lleno de dinero en efectivo, e inmediatamente empieza a contarlo. Justo cuando Gex piensa que no podía ser mejor, el otro agente le lanza un traje de agente secreto. Gex se compromete a ayudarlos. Los dos agentes le dan un mapa, y dicen que quieren que Rez "desaparezca", dándole instrucciones para ocultar el cuerpo entre los de Jimmy Hoffa y Spuds MacKenzie.
Como Gex abandona el edificio, una agente hermosa se acerca a él, y se presenta como "agente Xtra", ella le desea buena suerte y se va. Gex luego se va a la dimensión de los medios.
Una vez Gex está en la dimensión  de los medios, navega a través de varios canales. De dibujos animados (Toon TV), de terror (TV Scream), de ciencia ficción ((The Rocket Channel); futurista (Circuit Central), Kung-Fu (Kung-Fu Theater), Prehistoria (The Pre-History Channel); Rezopolis; y Canal Z. Una vez que Gex navega a través de Rezopolis y Z Channel, lucha contra Rez de nuevo. Tirando un gran televisor encima de él, Gex derrota a Rez. Rez, una vez más se transforma en una bola de energía, y es atrapado en el mismo televisor Gex había tirado sobre él.
Rez dice a Gex que él es su padre, Gex pregunta cómo es que eso podría ser posible. Rez dice que no siempre se ha visto como lo hace ahora, alegando que cayó en un montón de chatarra al tratar de conseguir cable gratuito. De todos modos, Gex toma el control remoto, y está a punto de apagar el televisor, cuando Rez le ruega que no lo haga, diciendo que él hará cualquier cosa. Gex luego se apaga el televisor y hace un comentario sarcástico: "Está bien, entonces, 'papá' ¿Por qué no nos olvidamos de todo esto y vamos a jugar fútbol en el jardín?". Para el día de hoy todavía no se sabe si realmente Rez es el padre de Gex, posiblemente lo que significa un retcon, o si esto no era más que una referencia a Star Wars.
Gex es visto por última vez (en un cameo) en una habitación de hotel con  Nikki, de los juegos de video Pandemonium (como apareció en Pandemonium 2).

## Jugabilidad
Enter the Gecko es la primera incursión de Gex en el mundo de 3D. Sus movimientos principales consisten en un ataque de látigo de la cola, saltando sobre su cola, usando su lengua para comer moscas, y la realización de una patada de karate. También puede subir en ciertas superficies y nadar bajo el agua.
El juego tiene lugar en un centro grande lleno de pantallas de televisión sobre la base de varios géneros distintos, parodiando a diversos géneros de Looney Tunes a Star Wars. Cada nivel tiene unos tres mandos a distancia para recoger, así como uno más para la recoger de 120 objetos de colección en el nivel. Coleccionando mandos a distancia suficientes permite abrir nuevas áreas, niveles de bonificación y los niveles de jefe y la recolección de todos los mandos a distancia abre un final especial que muestra el arte conceptual del juego.

## Versión de Nintendo 64
La versión de Nintendo 64 de Gex: Enter the Gecko fue nombrada Gex 64: Enter the Gecko. En esta versión aparece un nuevo nivel, que reemplazó a los niveles secretos: "Gecques Cousteau", que se centra en el RMS Titanic, se juega casi en su totalidad bajo el agua. Las únicas partes de la tierra del nivel se encuentran en la entrada del Titanic, que es hundido por un iceberg. Otros cambios incluyen un menor número de niveles de bonificación y un menor número de citas, debido a los cartuchos de Nintendo 64 los cuales almacenan  un número datos significativamente menor que los juegos en CD. Algunos de los efectos de sonido se han alterado ligeramente. El único nivel normal que fue eliminado fue "Poltergex" de  Scream TV.

## Recepción

### Gex: Enter the Gecko
Gex: Enter the Gecko recibió su mayoría críticas positivas. El sitio web de GameRankings dio a la versión de PlayStation 82.46% y a la versión de Game Boy Color 100.00%.

### Gex 64: Enter the Gecko
Gex 64: Enter the Gecko recibió críticas mixtas en su mayoría. GameRankings le dio al juego 60.50%.